# Bathyaulax ollilae
Bathyaulax ollilae (лат.) — вид паразитических наездников рода Bathyaulax из семейства Braconidae. Назван в честь Anne-Maarit Ollila.

## Распространение
Встречается в Саудовской Аравии (Taif).

## Описание
Бракониды среднего размера, длина тела около 1 см (тело 14 мм, переднее крыло 14 мм, яйцеклад 15 мм). Усики тонкие, нитевидные (из 88 флагелломеров). От близких родов отличается следующими признаками: продольная борозда первого тергита метасомы неглубокая и узкая, хорошо выражена только на передней половине тергита, треугольник второго тергита сзади морщинистый, но не сильно вдавлен. Базальная ячейка переднего крыла слабо, но равномерно гиалиновая, похожа на суббазальную ячейку, жилка заднего крыла 2-SC + R продольная. Основная окраска оранжево-жёлтая, за исключением следующих частей: чёрные усики, вершина мандибул и яйцеклад, оранжево-коричневый верх головы. Предположительно, как и близкие виды, паразитоиды личинок древесных жуков. Вид был впервые описан в 2007 году энтомологами Austin Kaartinen (University of Helsinki, Финляндия) и Donald Quicke (Chulalongkorn University, Бангкок, Таиланд).